# Third Degree
Albums de Johnny Winter
Serious Business
(1985) The Winter of '88
(1988)
Third Degree, paru en 1986, est le treizième album studio de Johnny Winter.

## L'album
Trois titres de l'album ont été enregistrés avec la formation de la fin des années 1960 et des trois premiers disques (Johnny Winter, Tommy Shannon, "Uncle" John Turner). La plupart des titres sont des reprises. C'est le troisième et dernier album du chanteur paru chez Alligator Records.

## Musiciens
- Johnny Winter : chant, guitare
- Johnny B. Gayden : basse
- Casey Jones : batterie
- Ken Saydak : piano

## Les titres
| No  | Titre                 | Durée |
| --- | --------------------- | ----- |
| 1.  | Mojo Boogie           | 4:53  |
| 2.  | Love, Life and Money  | 5:20  |
| 3.  | Evil on My Mind       | 2:20  |
| 4.  | See See Baby          | 3:09  |
| 5.  | Tin Pan Alley         | 5:52  |
| 6.  | I'm Good              | 3:50  |
| 7.  | Third Degree          | 6:35  |
| 8.  | Shake Your Moneymaker | 2:37  |
| 9.  | Bad Girl Blues        | 4:34  |
| 10. | Broke and Lonely      | 4:51  |

## Informations sur le contenu de l'album
- Dr. John accompagne au piano sur Love, Life and Money et Tin Pan Alley.
- Tommy Shannon (basse) et "Uncle" John Turner (batterie) accompagnent Johnny Winter sur les titres See See Baby, Shake Your Moneymaker et Broke and Lonely.
- Mojo Boogie est une reprise de J.B. Lenoir (1963).
- Love, Life and Money a été composé par Willie Dixon pour Little Willie John en 1957.
- See See Baby est une reprise de Freddie King (1961).
- Tin Pan Alley est une reprise de Curtis Jones (1941).
- Third Degree a été composé par Willie Dixon pour Eddie Boyd en 1953.
- Shake Your Moneymaker est une reprise d'Elmore James (1961).
- Bad Girl Blues est une reprise de Memphis Willie B. (1961).
- Broke and Lonely est une reprise de Johnny "Guitar" Watson (1965).